# Сима (приток Кубены)
Сима — река в Вологодской области России.
Протекает по территории Сямженского и Харовского районов. Впадает в реку Кубену в 133 км от её устья по левому берегу. Длина реки составляет 53 км. Вдоль нижнего течения реки расположены населённые пункты Устьрецкого сельского поселения.

## Притоки (км от устья)
- 7 км — река Устречевка[2] (пр)
- 18 км — река Молюк (лв)

## Данные водного реестра
По данным государственного водного реестра России относится к Двинско-Печорскому бассейновому округу, водохозяйственный участок реки — озеро Кубенское и реки Сухона от истока до Кубенского гидроузла, речной подбассейн реки — Сухона. Речной бассейн реки — Северная Двина.
По данным геоинформационной системы водохозяйственного районирования территории РФ, подготовленной Федеральным агентством водных ресурсов:
- Код водного объекта в государственном водном реестре — 03020100112103000005832
- Код по гидрологической изученности (ГИ) — 103000583
- Код бассейна — 03.02.01.001
- Номер тома по ГИ — 03
- Выпуск по ГИ — 0